# Franz Reuleaux
Pour les articles homonymes, voir Reuleaux.
Franz Reuleaux, né le 30 septembre 1829 à Eschweiler-Pumpe et mort le 20 août 1905 à Charlottenburg, est un ingénieur et technologue allemand spécialisé dans l'analyse et la conception des mécanismes. Précurseur du génie mécanique, il cherche, après J.-N. Hachette, à créer une science des dispositifs mécaniques.
Il est à noter que dans certains ouvrages français, son nom est traduit comme François Reuleaux.

## Apprentissage de la mécanique
Franz Reuleaux est issu d'une famille de techniciens reconnue et établie de longue date : son père est l'associé des constructions mécaniques Englerth, Reuleaux & Dobbs (devenus ensuite les Ateliers Ermag de l'Union minière d'Eschweiler), et ses deux grands-pères étaient ingénieurs. À la suite du décès de son père en 1833, il emménagea avec sa mère à Coblence. Il suivit un apprentissage en construction mécanique à la fonderie Zilken puis en 1846 travailla dans l'usine de son père, dirigée depuis par son oncle. Il étudia la mécanique à l’Institut polytechnique de Karlsruhe de 1850 à 1852, sous la direction de Ferdinand Redtenbacher (de) (1809-1863) et devient membre de la Karlsruher Burschenschaft Teutonia (de). L'enseignement dispensé alors à Karlsruhe s'inspirait directement de celui de l'École polytechnique, qui à l'époque donnait le ton dans toute l'Europe pour ce qui était de la technique. C'est sans doute aussi Redtenbacher qui suscita chez Reuleaux de l'intérêt pour la philosophie, une discipline qu'il étudia (en parallèle avec les mathématiques et la mécanique) à Bonn et Berlin. À partir de 1854, il s'établit comme ingénieur consultant pour les Constructions mécaniques Baehrens à Cologne.
Le premier chapitre du traité Construktionslehre für den Maschinenbau, écrit en collaboration avec Carl L. Moll, était déjà publié en 1853 : la clarté des explications et la qualité des planches techniques gagnèrent d'emblée à cet ouvrage une grande autorité en la matière. Les derniers chapitres abordaient même le « design » des machines. En cette matière, les principes de l'auteur, qui empruntaient beaucoup à l'historicisme ambiant, ouvraient des directions nouvelles par rapport à l'architecture traditionnelle.

## Professeur à Zürich

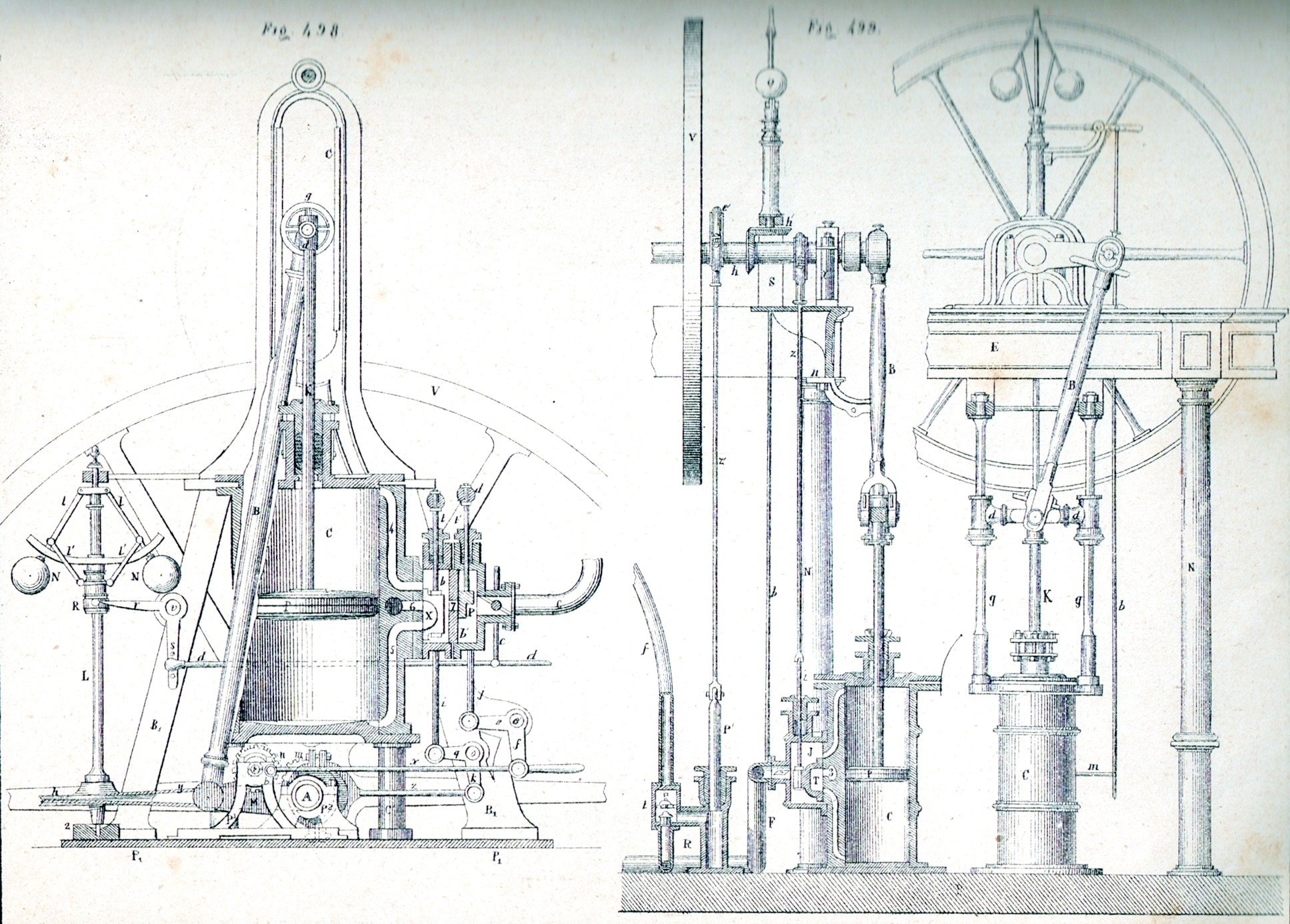
La machine à vapeur, dans l'édition espagnole de « Le Constructeur » (Barcelone, 1895).

Par ses travaux, Reuleaux fut remarqué par le docteur Gustav Zeuner, qui en 1856 lui confia la chaire de mécanique appliquée du Polytechnikum de Zürich. L'association étroite entre enseignement et recherche, qui était l'un des principes posés par les fondateurs de ce nouvel institut, rencontra les aspirations personnelles de Reuleaux, et ses cours eurent très vite un grand succès. C'est au cours de la période zurichoise que Reuleaux publia son deuxième ouvrage, Le Constructeur, qui devait faire référence pendant encore trente ans : de sa parution en 1861, ce livre connut cinq rééditions et fut traduit en quatre langues (dont le français). Reuleaux y présentait l'étude des mécanismes comme une science à part entière et se prononçait pour une standardisation des organes de machine.

## Professeur à Berlin
Tandis que Karl Culmann prenait sa succession à Zürich, Reuleaux travailla à partir de 1864 pour le Gewerbeinstitut (École Industrielle) de Berlin, et devint simultanément membre de la Société d'émulation pour l'Industrie. Quatre ans plus tard il était directeur de l'école, renommée entretemps Gewerbeakademie. Après l'intégration de cet établissement à l'Institut technique de Charlottenbourg en 1879 (en même temps que l'Institut de la Construction), Reuleaux dirigea le département de construction mécanique, avant d'être nommé recteur en 1890-91. Il compta parmi ses élèves Carl von Linde et l'électrotechnicien Trajan Rittershaus (de) (1843-1899).
C'est Reuleaux qui introduisit les termes de liaison, de chaîne cinématique (au lieu de l'ancien « cinématique » ) et surtout de « pièces détachées » (Austauschbau). Il tenait particulièrement à ce dernier concept.
Reuleaux se consacrait à une refondation de la cinématique, dont il publia les principes en 1875 dans sa  Theoretische Kinematik (« Cinématique théorique »). Ce livre eut autant d'admirateurs que de critiques : dans la Prusse des années 1880 et 1890, il existait une multitude de petits bureaux d'étude disposant d'un atelier qui, habitués à l'empirisme, ne s'encombraient guère de calculs. Le professeur Aloïs Riedler (1850-1936), partisan décidé des méthodes empiriques, entra en fonction en 1888 à l'Institut Technique de Charlottenbourg et, non content de se poser en adversaire de Reuleaux, fit en sorte que ce dernier soit contraint de démissionner en 1896. Mais cela ne dissuada pas Reuleaux de poursuivre son combat pour la standardisation et la rationalisation des tracés : il augmenta sa « Cinématique » d'un second volume en 1900, et en préparait même un troisième, qui cependant ne parut jamais. L'avènement de l'ordinateur dans les années 1940 et 1950 conféra à la cinématique théorique une importance renouvelée et de nouveaux outils.

## Distinctions honorifiques
Les principaux honneurs reçus par Reuleaux sont ses nominations comme juge pour l'attribution des prix lors des Expositions universelles de 1862 (Londres), 1867 (Londres), 1873 (Vienne), 1873 (Dublin) et 1876 (Philadelphie). Les lettres qu'il écrivit de Philadelphie pour attirer l'attention des autorités sur le retard de l'économie allemande suscitèrent à l'époque un grand intérêt : si sa remarque « Les articles allemands sont bon marché et de mauvaise qualité » souleva une vague de protestations, son appel à une « concurrence sur la qualité » fut généralement accueilli avec enthousiasme. Lors des Expositions universelles de Sydney (1879) et de Melbourne (1881), Franz Reuleaux était commissaire du pavillon de l'Allemagne.
En tant que juge, Reuleaux eut le plaisir de participer à l'élection du moteur à gaz d'Otto et Langen, qui permit sa reconnaissance internationale. Reuleaux se démena pour que cette invention obtienne la médaille d'or lors de l'exposition de Paris, et apporta son concours pour la faire breveter ; une de ses motivations était sa conviction qu'elle améliorerait la situation sociale dans les petites entreprises. Parmi les autres produits qu'il fit connaître, il y a lieu de citer les roulements à patins cylindriques Mannesmann, permettant le laminage de tubes lisses, et les premiers relais électromécaniques.
Reuleaux était membre d'honneur de nombreuses universités et sociétés savantes à travers le monde. L'université de Montréal et l'Institut polytechnique de Karlsruhe lui ont décerné le titre de docteur honoris causa. Sept ans après sa mort, la Technische Hochschule de Charlottenbourg lui dédia une statue, qui se trouve aujourd'hui au milieu du campus de l'université de Berlin.
Sa ville natale, Eschweiler, a donné son nom à un boulevard.

## Autres activités
Dans les années 1880, Reuleaux prit part à la rédaction d'une loi unique sur les brevets. Il encourageait également la pratique des concours d'invention, et établit des principes et directives importants pour leur organisation. Non dépourvu de talent littéraire, il publia des descriptions de voyage et des traductions de poème (il connaissait l'arabe classique et le sanskrit). Enfin, il est l'un des cofondateurs d'une « philosophie de la Technique », à laquelle on reproche parfois un éclectisme douteux.

## Famille
Reuleaux est marié à Charlotte Wilhelmine Friederike Overbeck (1829-1882), petite-fille du maire de Lübeck, chanoine, sénateur et poète Christian Adolph Overbeck (de) (1755-1821). Ses beaux-frères sont l'archéologue Johannes Overbeck et l'anthropologue et médecin personnel de l'hypocondriaque Alfred Krupp, Emil Ludwig Schmidt (de).
La fille de Reuleaux, Cilla (née le 18 août 1857), écrit sous le pseudonyme d'O. Verbeck ; elle épouse en premières noces Max Goldstein (mort en 1884) et en 1899 le peintre Hanns Fechner (de).
Parmi les petits-enfants de Reuleaux, on compte l'ingénieur et manager industriel Otto Reuleaux (de) et l'ingénieur civil et scientifique des transports Erich Reuleaux (de).

## Œuvres
- Le Constructeur (1861)
- (en) The Kinematics of Machinery
- Franz Reuleaux - « Culture et technique », comm. par Y. Deforge, R. du Musée des Arts et Métiers, no 8 de septembre 1994, p. 29-40